# ニュルンベルク - クライルスハイム線
ニュルンベルク - クライルスハイム線（ニュルンベルク - クライルスハイムせん、ドイツ語: Bahnstrecke Nürnberg–Crailsheim）はバイエルン州ニュルンベルクとバーデン＝ヴュルテンベルク州北部にあるクライルスハイムを結ぶ幹線鉄道であり、中部フランケン地方の中心地であるアンスバッハを貫通する。ニュルンベルク - アンスバッハ区間は、主要幹線鉄道で長距離列車で通行不可などの問題が発生する場合、迂回路として、またニュルンベルク - ヴュルツブルク線の貨物輸送量を分担するために用いられる。

## 歴史

### バイエルン王立鉄道時代
バイエルンの政治家グスタフ・フォン・シュレル（Gustav von Schlör, 1820–1883）は1862年一次計画の時にフュルトとツィルンドルフを経由してクライルスハイムに至る路線計画を支持した。
1875年5月15日にバイエルン王立鉄道はニュルンベルク - アンスバッハ区間を短い経路で開業した。それは、実業家であったローター・フォン・ファーバー（Lothar von Faber, 1820–1883）が、シュタインにおける自分の工場近くに線路を移る方案を貫徹した訳である。1875年6月15日にこの路線はドムビュールまで、1876年4月15日にヴュルテンベルク王国領におけたクライルスハイムまで延長された。持続的に増加する交通量のため、ニュルンベルク - 国境線区間では二番目の線路が1888年まで設置された。

### ドイツ連邦鉄道時代
1972年5月19日にニュルンベルク - アンスバッハ間で電力供給設備の工事が完了した。1970年頃ドイツ連邦鉄道は、ニュルンベルクからクライルスハイム、ハイデルベルクを経由しザールラント方面に伸びる高速新線の建設を構想した。
1985年5月19日にこの路線の電化区間はクライルスハイムを経てゴルツホェーフェーまで拡張された。同年のドイツ連邦交通計画（Bundesverkehrswegeplan 1985）ではこの路線がニュルンベルク - シュトゥットガルト改良区間となった。200 km/hの最高速度のために線形改良と信号機調整が行われる予定であったが、1992年連邦交通計画にこのプロジェクトは外された。

### ドイツ鉄道時代
2010年12月12日、ニュルンベルクSバーンのS4系統がニュルンベルク - アンスバッハ区間に導入された。オーバーアスバッハ駅を除いて、すべての中間駅が利用しやすさのために改修された。
2009年10月7日、バイエルン州交通部とドイツ鉄道は、S4路線をアンスバッハからドムビュールに延長する計画書に署名した。路線及び信号装置の改修とロイタースハウゼン＝ヴィーダースバッハ駅の再開業を包括する500万ユーロ費用のプロジェクトは、当初2013年12月に完了する予定であったが、2017年末まで実行された。
S4延長の関係で、廃止されたロイタースハウゼン＝ヴィーダースバッハ駅は2017年12月に再び開通された。バイエルン州は550万ユーロの費用のうちに220万ユーロの資金を提供して、設計費用（Planungskosten）も追加負担した。2020年12月にバイエルン州及びバーデン＝ヴュルテンベルク州の両運輸長官はS4系統のクライルスハイム延長に関する合議文に署名した。

## 沿線概況
この路線はニュルンベルク中央駅から西の方向に伸びて、最初はバンベルクとアウグスブルクへの路線と平行に伸びる。列車は、フランケン自動車道路と、旧貨物ターミナルと牛ヤードへの接続トラックを横切り、シュヴァイナウ駅、ティリーパークの工業団地を通過する。この路線はその後、南西自動車道路、マイン＝ドナウ運河と交差して、スタイン駅に到着する。旧ビバート線はシュタイン駅から分岐して1986年までウンターンビベルト-リュクラント方面に向かった。列車は続いてレドニッツ川を渡る後に、ウンターアスバッハ、オーバーアスバッハ、ロースタールを次々に通過しヴィクレスグロイトに至る。ヴィクレスグロイト駅ではヴィンツバッハ方面の線路が分岐する。アメリカ陸軍のカッターバッハ飛行場方面の連結線は現在には使用されない。この路線は続いてリヒテナウ森を貫通してザクセン駅に至る。列車はそこからフレンキシェ・レーツァト川と平行に進みアンスバッハ市へ進入する。アンスバッハ市アイプ町でトロイヒトリンゲン - ヴュルツブルク線はこの路線に合流して、列車はアンスバッハ駅に到着する。
アンスバッハ駅からヴュルツブルク方面の路線は北西に分岐して、この路線は西の方向でフランケン高地ヘーエの南端にあるロイタースハウゼン・ヴィーダースバッハに向かう。アイヒホルツでは、列車はアイヒホルツで北西側に曲がり、クロスター山を貫通してドムビュール駅に向かう。ドムビュール駅はシュタイナッハ - ドムビュール線及びネルトリンゲン - ドムビュール線の出発駅である。この路線はアウトバーン7号及び6号の下を通り、シュネルドルフ、州境界に続く。ビューエルバッハ近くでタウバー谷線が合流して、列車はクライルスハイム駅に到着する。
エルリヒスハウゼン旧駅に属した貨物上屋は1989年にバーデン＝ヴュルテンベルク文化財保存賞（Denkmalschutzpreis Baden-Württemberg）を受賞した。上屋は1874年にゲオルク・フォン・モアロック（Georg von Morlok, 1815–1896）によって建てられて、現在は民間の自動車博物館として活用されている。

## 運行形態
2017年末から、ニュルンベルクとカールスルーエ間の長距離交通にIC2の二階建て列車が使用されている。
- IC61: カールスルーエ - ファイヒンゲン - シュトゥットガルト - シュヴェービッシュ・グミュント - アーレン - クライルスハイム - アンスバッハ - ニュルンベルク。120分間隔。

地域輸送の場合、ニュルンベルク - シュネルドルフ間の運賃システムはニュルンベルク広域交通連合（Verkehrsverbund Großraum Nürnberg, VGN）に統合されている。
- 快速列車（RE90）: ニュルンベルク - ロースタール - ハイルスブロン - ヴィクレスグロイト - アンスバッハ - ロイタースハウゼン＝ヴィーダースバッハ - ドムビュール - クライルスハイム - シュヴェービッシュ・ハル・ヘッセンタール - バクナング - ヴァイブリンゲン - シュトゥットガルト。120分間隔。ゴーアヘッド所属。過去にはDB111形電気機関車と二階建て客車で構成されたプッシュプル列車が使用された。
- Sバーン（S4）: ニュルンベルク - ロースタール - ハイルスブロン - ヴィクレスグロイト - アンスバッハ（- ロイタースハウゼン＝ヴィーダースバッハ - ドムビュール）。20分/40分間隔。使用車両はDB442形或いはDB1440形電車。